# Day megye
Day megye az Amerikai Egyesült Államokban, azon belül Dél-Dakota államban található. Megyeszékhelye és legnagyobb városa Webster. Lakosainak száma 5449 fő (2020. április 1.). Day megye Marshall, Roberts, Grant, Codington, Clark, Spink és Brown megyékkel határos.

## Népesség
A megye népességének változása:
| Lakosok száma | 5714 | 5754 | 5630 | 5596 | 5539 | 5449 |
|               | 2010 | 2011 | 2012 | 2013 | 2015 | 2020 |